# Vojna pete koalicije
Vojna pete koalicije je bila leta 1809. Bila je koalicija Avstrijskega cesarstva in Združenega kraljestva Velike Britanije in Irske proti Napoleonovemu Francoskemu cesarstvu in Kraljevini Bavarski. Glavni državi v vojni sta bili Francija in Avstrija. Večje bitke med njima so se od aprila do julija odvijale na velikem območju Srednje Evrope. Na obeh straneh je umrlo veliko ljudi. Francija je vojno dobila po bitki pri Wagramu v začetku julija.